# 정광조 (1883년)
정광조(鄭廣朝, 일본식 이름: 川上廣朝가와카미 고초, 1883년 ~ 1953년)는 일제강점기에 주로 활동한 천도교 지도자이다. 도호는 현암(玄菴)이다.

## 생애
한성부 출신으로 손병희의 딸과 결혼했다. 1919년에 3·1 운동이 일어났을 때 이 운동을 주도한 손병희의 측근으로서 사전 모의 과정부터 깊숙이 가담했다. 권동진, 오세창, 최린, 박인호 등과 함께 실무를 맡았으며, 사후 수습을 위해 민족대표 33인에서는 빠졌다. 당시 맡고 있던 직책은 천도교 대종사장(大宗司長)이었다.
3·1 운동을 사실상 주도한 뒤 곧바로 의친왕 탈출을 꾀한 대동단 사건에 연루되어 체포되었다. 서대문감옥에서 심한 고문을 받고 풀려나왔으나, 이듬해에도 천도교인 신숙을 대한민국 임시정부에 파견하고 군자금을 제공하는 등 임시정부와의 연계를 계속했다. 천도교 기관지 《신인간》 발행에도 천도교 교무책임자로서 중요한 역할을 했다.
그러나 손병희 사후 최린 주도의 신파가 교권 및 사회운동의 방향을 놓고 분파되면서 천도교단은 오랜 내분 사태에 돌입했다. 손병희의 사위로서 교단 내 상당한 실력자이던 정광조는 이론가 이돈화와 함께 최린의 손을 들어주어 신파 세력에 큰 힘이 되었다. 이 과정에서 정광조가 천도교 대령에 선임되었다가 구파에 의해 출교 처분되는 등 갈등은 계속되었다.
천도교 신파가 대세론이라는 타협적인 노선을 내세워 설립한 시중회에 가입하면서 태평양 전쟁 시기까지 일제에 적극 협조한 행적이 있다. 1939년에는 이용구의 장남 이석규가 '일한합병 공로자 감사 위령제'라는 행사를 열었을 때 참석하기도 했다. 이용구와 김옥균, 박영효, 이완용, 송병준을 비롯해 이토 히로부미와 데라우치 마사타케 등을 추도하는 이 행사는 이석규가 흑룡회와 공동 개최했다.
정광조는 1942년에 천도교 교령으로 뽑히는 등 교단 원로로 활동하고 있었는데, 전시체제 하에서 천도교를 대표해 여러 친일단체에 가담했다. 1941년 발족한 조선임전보국단에 발기인으로 참여한 것이 대표적인 예이다. 국민정신총동원천도교연맹, 국민총력천도교연맹 등 어용 단체에서 핵심적인 역할을 맡아 태평양 전쟁 전몰 장병을 위한 위령제를 개최하기도 했고, 1943년에는 이종린과 함께 조선종교단체전시보국회에 천도교 대표로 참가해 학병제를 선전하는 강연회를 열었다.

## 사후
1980년 건국훈장 애국장이 추서되었으나, 일제 말기에 뚜렷한 친일 행적을 보인 서훈자들이 논란이 되면서 1996년 대한민국 국가보훈처에 의해 서춘, 김희선, 박연서, 장응진과 함께 서훈이 취소되었다. 2008년 공개된 민족문제연구소의 친일인명사전 수록예정자 명단의 천도교 부문에 선정되었으며, 2009년 친일반민족행위진상규명위원회가 발표한 친일반민족행위 705인 명단에도 포함되었다.
천도교단은 정광조와 김병제 등 천도교 지도자들의 친일 논란에 대해, "일제의 총체적 강압 강요" 하에서 "교단이 해체나 와해되지 않고 교단을 유지 보존시켜야겠다는 일념 하나로 그 시대를 살아남기 위한 불가피한 조치"였으므로 친일반민족행위자로 인정할 수 없다고 밝힌 바 있다.

## 같이 보기
- 손병희
- 3·1 운동
- 시중회
- 조선임전보국단

## 참고자료
- 정광조(鄭廣朝) - 한국학중앙연구원
- 친일인명사전편찬위원회 (2004년 12월 27일). 《일제협력단체사전 - 국내 중앙편》. 서울: 민족문제연구소. 389,579,594,626,655쪽쪽. ISBN 8995330724.